# Đương Dương
Đương Dương (chữ Hán giản thể: 当阳市, Hán Việt: Đương Dương thị) là một thành phố cấp huyện thuộc địa cấp thị Nghi Xương, tỉnh Hồ Bắc, Cộng hòa Nhân dân Trung Hoa. Đương Dương có diện tích 2159 km², dân số 486.000 người, trong đó có 362.000 người là nông dân, nam giới 252.000 người, nữ giới 234.000 người. Người Hán chiếm tỷ lệ chủ yếu trong cơ cấu dân số của thành phố này, ngoài ra còn có người Hồi, người Miêu, người Mãn, người Mông Cổ...tổng cộng có 18 dân tộc. Thành phố Đương Dương được chia thành các đơn vị hành chính gồm nhai đạo, trấn và hương.